# United States Marine Corps Designated Marksman Rifle
Pour les articles homonymes, voir DMR.

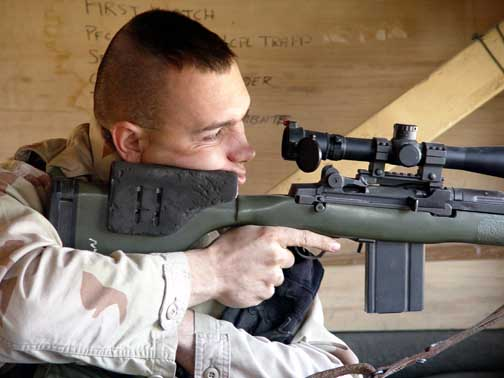
US Marine Corps Designated Marksman avec un M14

Le United States Marine Corps Designated Marksman Rifle  ou USMC DMR est un des fusils de précision de l'USMC. Il est dérivé du M14.

## Histoire
Le USMC DMR (United States Marine Corps Designated Marksman Rifle) de l'US Marine Corps est une version modifiée du M14 destinée aux "Designated Marksman", c’est-à-dire des tireurs d'appui des groupes de combat, comme arme intermédiaire entre les M16 de l'infanterie et les M40 des snipers.

## Caractéristiques
- Base : M14
- Canon : canon Match de 22" en acier inoxydable, qui est nettement plus large que le canon du M21. Ces canons proviennent de deux principaux fournisseurs, Kreiger Barrels, Inc. et Mike Rock Rifle Barrels, Inc. Les DMR ont un frein de bouche de M14 ; depuis la guerre d'Afghanistan, un certain nombre de DMR ont été équipés de freins de bouche de OPS, Inc. fileté pour accepter un silencieux.
- Détente : détente de M14 ?
- Crosse : crosse McMillan Tactical M2A en fibre de verre en couleur verte OD Green. Cette crosse a une poignée-pistolet et un appui-joue ajustable.
- Montages : un rail Picatinny MIL-STD-1913 de GG&G Armament Arizona, ce qui permet de fixer un grand nombre d'optiques.
- Optiques : lunettes Leupold Mark 4 MR/T 3-9 x 36 mm (appelées TS-30 dans les forces américaines), systèmes de vision nocturne AN/PVS-10 et AN/PVS-17, parfois des Leupold MK4 10 x ou Unertl 10x des fusils M40.
- Organes de visée : hausse et guidon de M14 ?
- Silencieux : un silencieux OPS, Inc. 12th model PSS (Precision Rifle Suppressor) peut se fixer sur les DMR dotés du frein de bouche adéquat.
- Munition : M118LR de 175 grains

## Sources
Cette notice est issue de la lecture des revues spécialisées de langue française suivantes :
- Cibles (Fr)
- AMI (B, disparue en 1988)
- Gazette des armes (Fr)
- Action Guns  (Fr)
- Raids (Fr)
- Assaut (Fr)